# Vedro Polje (Bosanski Petrovac)
Vedro Polje (szerbül: Ведро Поље) szerb falu Bosznia-Hercegovinában, a Bosznia-hercegovinai Föderáció Una-Szanai kantonjában, Bosanski Petrovac községben.

## Fekvése
Bosznia-Hercegovina nyugati részén, Bihácstól légvonalban 54, közúton 63 km-re délkeletre, Bosanski Petrovactól légvonalban 7, közúton 10 km-re délre, a Petrovaci-mező délkeleti végén, Oštrelje és Klekovača-hegységek alatt, azon belül pedig a Crvljivica lejtői, illetve a déli oldalon a meredek oldalú Javorova Kosa alatt található. Átellenben a Viojla és Bukovačko brdo nevű hegyek találhatók. A település két házcsoportra oszlik: Šekovacra és Vedro poljére. A Viojla-hegy lábánál források találhatók, melyek Šekovacot és a Bukovac vízellátó rendszerét látják el. Heves esőzések esetén Mračajból eredő Mračaj-patak átfolyik Šekovacon. A Mračaj egykor nagyon bővízű patak volt, de ma már csak időszakosan árad meg. A második világháborúig Oštreljt ennek a pataknak a forrásából látták el vízzel dízellel üzemelő szivattyúk segítségével, és a patak egykor egy malmot is működtetett. A Šekovac földjének részét képező folyami homok arra utal, hogy Šekovac egykor vízben gazdag település volt. A Mračaj a Begovačába ömlik, amely később a Kolunićba torkollik.

## Népessége
| Nemzetiségi csoport | Népesség 1991 | Népesség 2013 |
| ------------------- | ------------- | ------------- |
| Szerb               | 113           | 25            |
| Bosnyák             | 0             | 0             |
| Horvát              | 0             | 1             |
| Jugoszláv           | 0             | 0             |
| Egyéb               | 0             | 0             |
| Összesen            | 113           | 26            |

## Története
A rómaiak idejében itt haladt át egy út (az ún. Claudius útja), amely Oštreljéből Šekovacba ereszkedett le. Az út az erdőn át vezetett, és nyomvonala ma is jól követhető. A Jezerina-mezőn egy mérföldkövet is találtak (Sergijevski régész), de sajnos ez mára már eltűnt. Továbbhaladva az út a Bukovački brdotól délre haladt, és Bara felé tartott.

## Híres emberek
A faluban Jugoszlávia két nemzeti hőse is született:
- Itt született Ilija Došen az 5. krajinai hadtest politikai tisztje, majd hosszú ideig volt a szocialista Jugoszlávia egyik vezető párttisztviselője. A Bosanski Petrovac környéki Drinićben ő alapította meg az első KPJ pártsejtet. A Bosznia-Hercegovinai Népköztársaság első kormányában belügyminiszter, majd a jugoszláv szövetségi kormány kereskedelmi miniszterhelyettese volt. Elnöke volt Bosznia-Hercegovina Legfelsőbb Bíróságának, Jugoszlávia Legfelsőbb Bíróságának is. A Mladost futballklub egyik alapítója volt.[6]

- Egy másik nemzeti hős, Milan Ćup is Vedro Poljében született. Ő a 7. krajnai rohamdandár parancsnokhelyettese volt és a német fasiszták elleni harcban halt meg.

## Fordítás
- Ez a szócikk részben vagy egészben  a    Vedro Polje (Bosanski Petrovac) című bosnyák Wikipédia-szócikk ezen változatának fordításán alapul.  Az eredeti cikk szerkesztőit annak laptörténete sorolja fel. Ez a jelzés csupán a megfogalmazás eredetét és a szerzői jogokat jelzi, nem szolgál a cikkben szereplő információk forrásmegjelöléseként.